# Attenhofen
Attenhofen è un comune tedesco di 1 360 abitanti, situato nel land della Baviera.